# 괴팅겐 7교수 사건

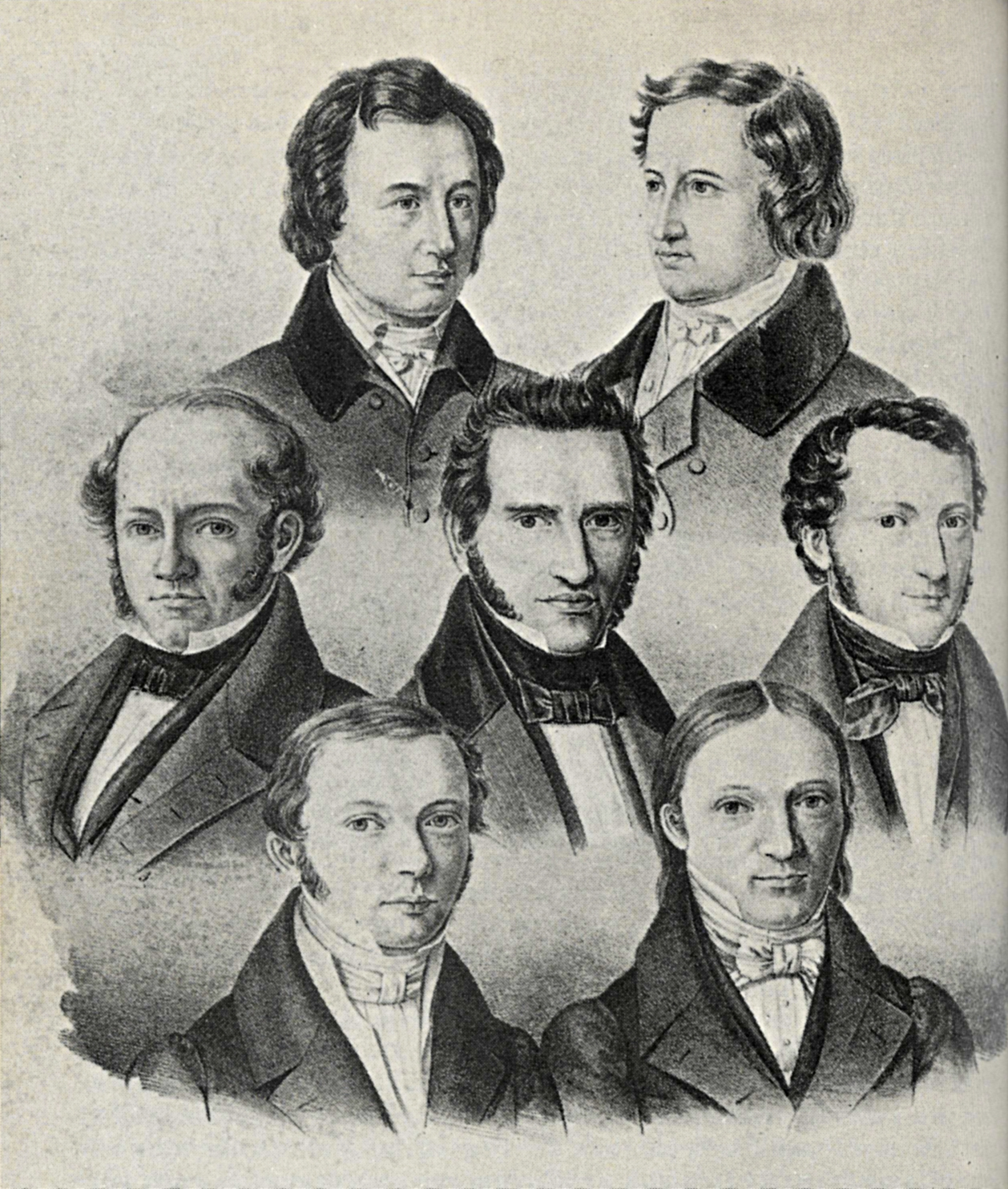
괴팅겐 7교수: (1)빌헬름 그림, (2)야코프 그림, (3)빌헬름 에두아르트 알브레히트, (4)프리드리히 크리스토프 달만, (5)게오르크 고트프리트 게르비누스, (6)빌헬름 에두아르트 베버, (7)하인리히 게오르크 아우구스트 에발트

괴팅겐 7교수 사건(괴팅겐 7敎授 事件, 독일어: Göttinger Sieben 괴팅거 지벤[*])는 독일의 괴팅겐 대학교에서 1837년에 하노버의 국왕 에른스트 아우구스트 1세의 헌법 개혁에 이의를 주장한 7명의 교수가 파면당한 사건을 말한다. 독일에서 이 교수들은 "괴팅겐의 일곱 명"이라는 뜻으로 괴팅어 지벤(Göttinger Sieben)이라고 불리며 이들은 하노버의 새 왕에 대해 충성을 맹세하기를 거부했다. 프리드리히 크리스토프 달만은 국왕이 반대했던 헌법을 지지한 핵심적인 인물로, 이들 교수들을 이끌었다. 다른 여섯 명의 교수로는, 독문학자 빌헬름과 야코프 그림 형제, 법학자 빌헬름 에두아르트 알브레히트, 역사학자 게오르크 고트프리트 게르비누스, 물리학자 빌헬름 에두아르트 베버, 신학자이자 동양학자였던 하인리히 게오르크 아우구스트 에발트가 함께 했다.

## 배경
에른스트 아우구스트 1세가 후에 반대하게 된 하노버 왕국의 헌법은 그가 아직 왕위의 추정 계승자였던 1833년에 시행되었다. 훗날 그가 자신의 취향에 맞게 헌법을 개정하려는 계획에 이의를 제기한 역사학자이자 정치가였던 프리드리히 크리스토프 달만은 이 헌법의 틀을 짜는데 기여했었다. 또한 달만은 당시 괴팅겐 대학교의 대표로서 국가위원회의 하원(Zweite Kammer) 의원이기도 했다.

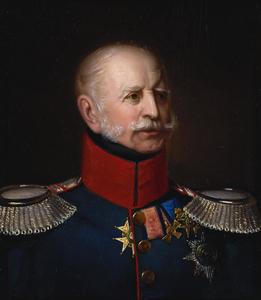
하노버의 국왕 에른스트 아우구스트 1세

윌리엄 4세가 1837년 6월 20일 세상을 떠나면서, 그의 죽음은 하노버의 정치적 위치, 관계, 독일 연방의 가맹국과의 연합에 큰 영향을 주었다. 아우구스트의 조카였던 빅토리아는 영국의 왕위는 계승할 수 있었지만, 하노버의 왕위계승법이 왕위에 여성이 오르는 것을 인정하지 않았기 때문에 하노버까지 물려받지는 못했다. 이것으로 윌리엄의 동생이었던 에른스트 아우구스트는 하노버의 왕 자리를 물려받게 되었고 하노버와 영국의 동군연합은 끝이 났다.
에른스트는 왕위에 오른 뒤 약 한 달 후 헌법 문제를 지적했다. 그가 이 헌법에 동의하지 않았기 때문에 자신이 이에 구속되지 않는다고 주장한 것이다. 또한 그는 자신이 이 헌법이 제정될 당시에 힘이 있었다면 이 헌법은 지금과는 다른 모습이거나 아예 존재하지 않았을 것이라고 시사했으며 헌법에 필요한 변화를 주고 자신의 가치를 반영하여 다시 쓰는 것이 그의 야망이며 포부라고 밝혔다.
이것을 들은 달만은 왕이 헌법을 개정 계획을 저지하기 위해서 괴팅겐 게오르크 아우구스트 대학교의 평의회에 있던 자신의 동료들을 설득하면서 행동을 취하기 시작했다. 40명이 넘는 그의 동료들 가운데 누구도 그의 입장을 지지해주지 않았고 대학교의 100주년으로 들떠 있던 당시의 분위기에 사람들이 갈등하고 불안해하는 것을 원하지 않았다.

## 항의와 여파
같은 해 11월 1일, 에른스트 아우구스트는 헌법의 효력을 정지시켰다. 이에 대해 몇몇 독일의 국가들은 정치적인 비판을 가하였다. 달만은 이 일로 다시 대학교에 호소했고 아우구스트의 결정에 대항하는 항의서를 작성했다. 그 때 다른 6명의 교수들이 함께 항의서에 서명하기를 원했고 이들 6명과 달만을 합친 7명의 교수들은 괴팅겐의 7명이라고 알려졌다. 달만의 항의서는 11월 18일에 출판되었고 폭발적인 영향을 불러 일으켰다. 대학교의 학생들은 수백, 수천부에 이르는 부수를 찍어 독일 전역에 널리 퍼뜨렸다.
이 항의의 충격으로 국왕은 조치를 취하게 되었다. 12월 4일, 일곱명의 교수들은 대학 법정에서 심문을 받게 되었고 10일 후에는 모두에게 해고 조치가 내려졌다. 특히 야코프 그림과 빌헬름 그림 형제는 3일 안으로 하노버를 떠나라는 통보를 받았다.
야코프 그림은 훗날 자신이 항의에 가담하기로 결정한 이유를 변호서에 담았다.
역사는 우리에게 위험을 무릅쓰고 왕들의 얼굴 앞에서 완전한 진리를 말했던 숭고하고 자유로운 사람들을 보여준다. 이 자격은 그에 합당한 용기를 가진 자에게 있다. 종종 그들의 고백은 열매를 맺으며, 이따끔씩 그들을 해치기도 하지만, 그들의 이름은 해칠 수 없다. 역사를 반영하는 시는 제후들의 행동들이 과연 정의로웠는가 끊임없이 묻는다. 이런 선례는 급박한 상황에서 신하들의 입을 열게하고 그 끝이 어떠하던지 마음을 달래준다.— 야코프 그림, 《나의 해고에 관해》, 1838년.

프랑크푸르트 국민회의에서 야코프 그림은 명예의석을 얻었고 알브레히트, 달만, 게르비누스는 입법발의서를 쓰는데 함께 참여했다. 이 뛰어난 교수의 해직은 한동안 괴팅겐 대학교의 명예를 실추시켰다.

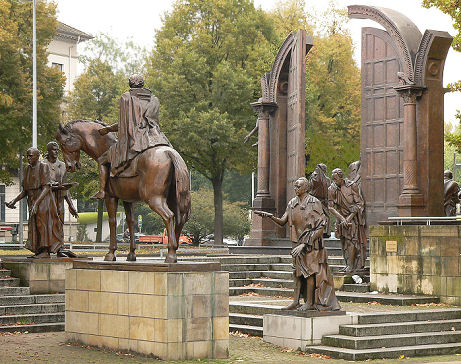
하노버의 니더작센 주의회 근처에서는 괴팅겐 7교수의 동상을 볼 수 있다.

이 항의서는 그 자체로 직접적인 큰 영향을 주지는 못했지만, 독일과 유럽에서 이에 관한 대중적인 관심은 매우 컸고 이 일곱 명의 교수들은 큰 인기를 얻었다. 교수들이 왕에게 저항하는데에는 각각의 개인적인 이유가 있었지만, 그들이 이런 일을 일으켰다는 사실은 미디어와 대중의 주목을 일으킨 중요한 촉매 역할을 했다. 그들이 죽고 나서도 이들의 노력은 독일 정치에 큰 영향을 주었고 독일에 자유주의적 공화국이 세워지는데에 기여했다.

## 기념물
하노버에 위치한 니더젝센 주의회 바로 옆에는 '괴팅겐 7교수 광장'과 이탈리아의 예술가 플로리아노 보디니가 만든 그들의 커다란 동상이 있다. 괴팅겐 게오르크 아우구스트 대학교의 정신과학 캠퍼스의 주소도 '괴팅겐 7교수 광장'이며 2011년에는 그들을 기념하기 위해 귄터 그라스가 만든 조각이 설치되었다.

## 같이 보기
- 반란
- 헌법
- 정치
- 독일의 역사

## 참고자료
주석
1. ↑  Suzanne L Marchand Down from Olympus: Archaeology and Philhellenism in Germany, 1750-1970. Princeton University Press, 1996. ISBN 0-691-11478-1
2. ↑  Margaret B. W. Tent The Prince of Mathematics: Carl Friedrich Gauss. A K Peters, 2006. ISBN 1-56881-261-2
3. ↑  Fanny Lewald, Hanna Ballin Lewis A Year of Revolutions: Fanny Lewald's Recollections of 1848. Berghahn Books, 1997. ISBN 1-57181-099-4
4. ↑  Christa Jungnickel, Russell McCormmach Intellectual Mastery of Nature: Theoretical Physics from Ohm to Einstein. University of Chicago Press, 1986. ISBN 0-226-41582-1
5. 1 2  Donald R. Hettinga The Brothers Grimm: Two Lives, One Legacy. Clarion Books, 2001. ISBN 0-618-05599-1
6. 1 2   본 문서에는 현재 퍼블릭 도메인에 속한 브리태니커 백과사전 제11판의 내용을 기초로 작성된 내용이 포함되어 있습니다.
7. ↑  Gregory A. Kimble, Michael Wertheimer, C. Alan Boneau, Charlotte White Portraits of pioneers in psychology. Lawrence Erlbaum Associates. ISBN 0-8058-2198-8
8. ↑  Constance Reid Hilbert. Springer, 1996. ISBN 0-387-94674-8.
9. ↑  Marshall Dill Germany: A Modern History. University of Michigan Press, 1970. ISBN 0-472-07101-7
10. ↑  Hajo Holborn A History of Modern Germany: 1840-1945. Princeton University Press, 1982. ISBN 0-691-00797-7
11. ↑  E. Michael Iba & Thomas L. Johnson The German Fairy Tale Landscape. ISBN 3-9808714-8-7
12. ↑  John Derbyshire Prime Obsession: Bernhard Riemann and the Greatest Unsolved Problem in Mathematics. Joseph Henry Press, 2003. ISBN 0-309-08549-7
13. ↑  Klaus Hentschel Physics and National Socialism: An Anthology of Primary Sources. Birkhäuser, 1996. ISBN 3-7643-5312-0
14. ↑  Skulptur der Göttinger Sieben von Günter Grass 보관됨 2020-11-28 - 웨이백 머신, Stadt Göttingen
.

문헌
- von See, Klaus (2000). 《Die Göttinger Sieben. Kritik einer Legende》. Universitätsverlag Winter. ISBN 978-3825310585.
- Hunger, Ulrich (2002). 〈Die Georgia Augusta als hannoversche Landesuniversität. Von der Gründung bis zum Ende des Königreichs〉.   Denecke, Dietrich; Böhme, Ernst. 《Vom Dreißigjährigen Krieg bis zum Anschluss an Preußen - Der Wiederaufstieg als Universitätsstadt (1648 - 1866) mit 32 Tabellen》. Göttingen: Vandenhoeck & Ruprecht. ISBN 3-525-36197-1.
- Lampe, Jörg H. (2002). 〈Politische Entwicklungen in Göttingen vom Beginn des 19. Jahrhunderts bis zum Vormärz〉.   Denecke, Dietrich; Böhme, Ernst. 《Göttingen: Geschichte einer Universitätsstadt》. Göttingen: Vandenhoeck & Ruprecht. ISBN 3-525-36197-1.
- Fulbrook, Mary (1997). 《German History Since 1800》. Oxford University Press US. ISBN 0340692006.